# Santuario della Madonna della Libera
Il santuario della Madonna della Libera è una chiesa di Castellammare di Stabia, ubicata nella frazione della Madonna della Libera, in una zona chiamata Camarelle, sul monte San Cataldo: appartiene alla parrocchia della chiesa di San Matteo.

## Storia
Intorno al X secolo, nella zona detta Camarelle, si sviluppò una piccola comunità di monaci benedettini, i quali dipinsero in una nicchia naturale una Madonna con in braccio un bambino e ai suoi lati i santi Giovanni Evangelista e Cataldo o meno probabilmente il vescovo di Sorrento, Valerio: tra il XII ed il XIII secolo i monaci abbandonarono la zona ed il dipinto venne coperto da un muro sul quale venne affrescata la stessa immagine con la differenza che alla sinistra della Vergine era raffigurato San Catello: la copertura fu probabilmente voluta per proteggere l'affresco dall'iconoclastia. 

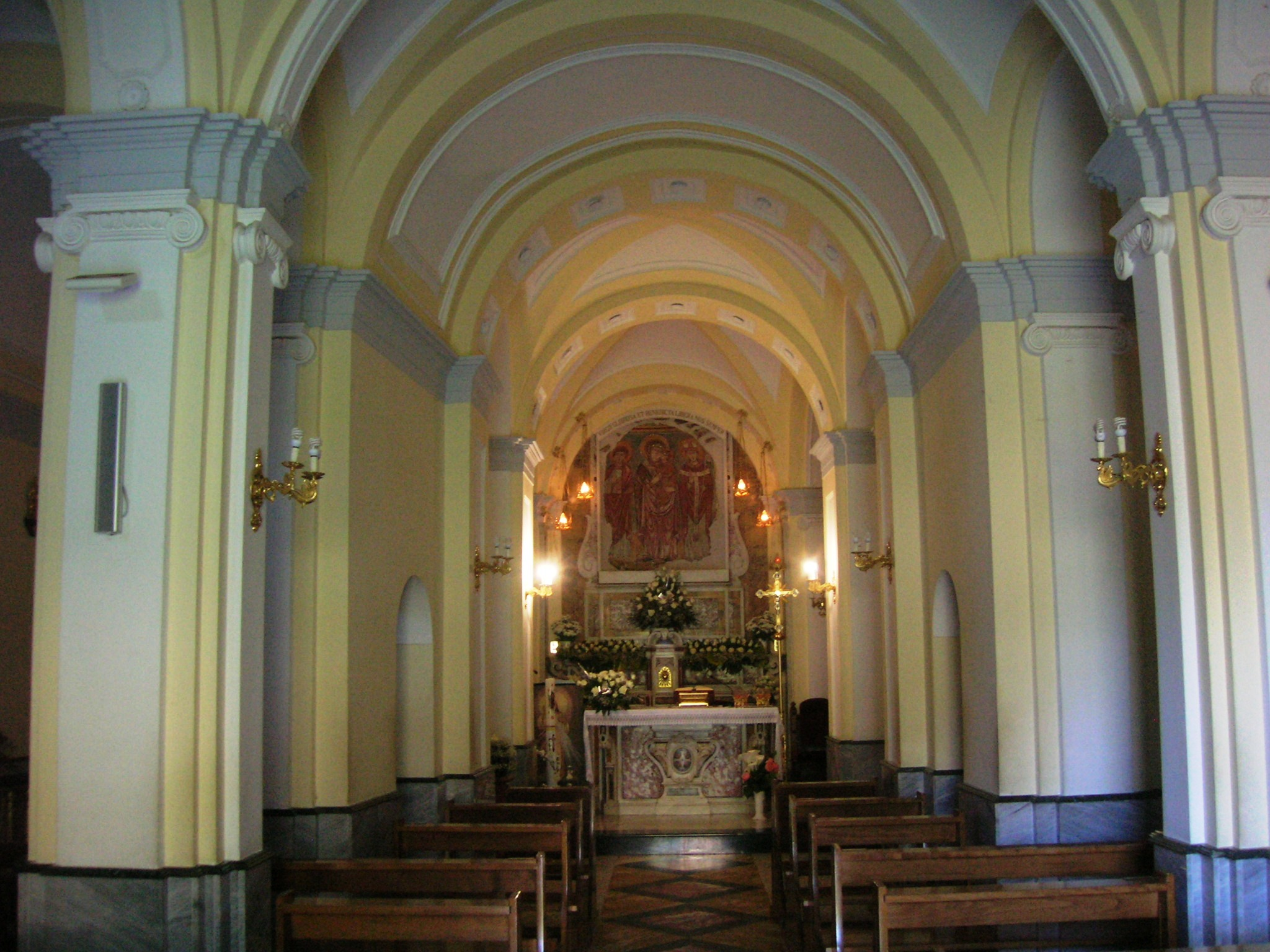
Interno

Nel XV secolo la proprietà venne venduta alla signora Isabella del Giglio che fece edificare intorno alla roccia dipinta una piccola cappella, dedicata a San Cataldo, forse in seguito ad un evento miracoloso. Nel 1819 il tempietto versava in condizioni di degrado ed abbandono tanto che il vescovo, Bernardo della Torre, ne decide la chiusura: a seguito di questo evento la chiesa passò alla famiglia Correa che nel 1831 la cedette ai fratelli Saccaridi, due sacerdoti, i quali la riportano all'antico splendore, restaurandola ed ampliandola, tanto che nel 1833 il vescovo Angelo Maria Scanzano la riaprì nuovamente al culto. Nel 1897 la chiesa venne donata ai frati cappuccini.
Nel 1939, a seguito di lavori di ristrutturazione, il muro sul quale era affrescato il dipinto venne asportato, riportando così alla luce il dipinto originario, visibile oggi: a seguito di ulteriori studi si è accertata la presenza di un altro dipinto al di sotto di quello attuale. In questo periodo il culto verso la Madonna della Libera crebbe a dismisura, come testimoniato dai numerosi ex voto, tanto che il vescovo dell'epoca chiese l'incoronazione della Madonna, avvenuta poi nel 1965. A partire dallo stesso anno la chiesa venne notevolmente ampliata assumendo l'attuale fisionomia ed inoltre, durante gli anni ottanta, fu costruito un ostello per ricevere i fedeli, e diverse sale per riunioni.

## Struttura

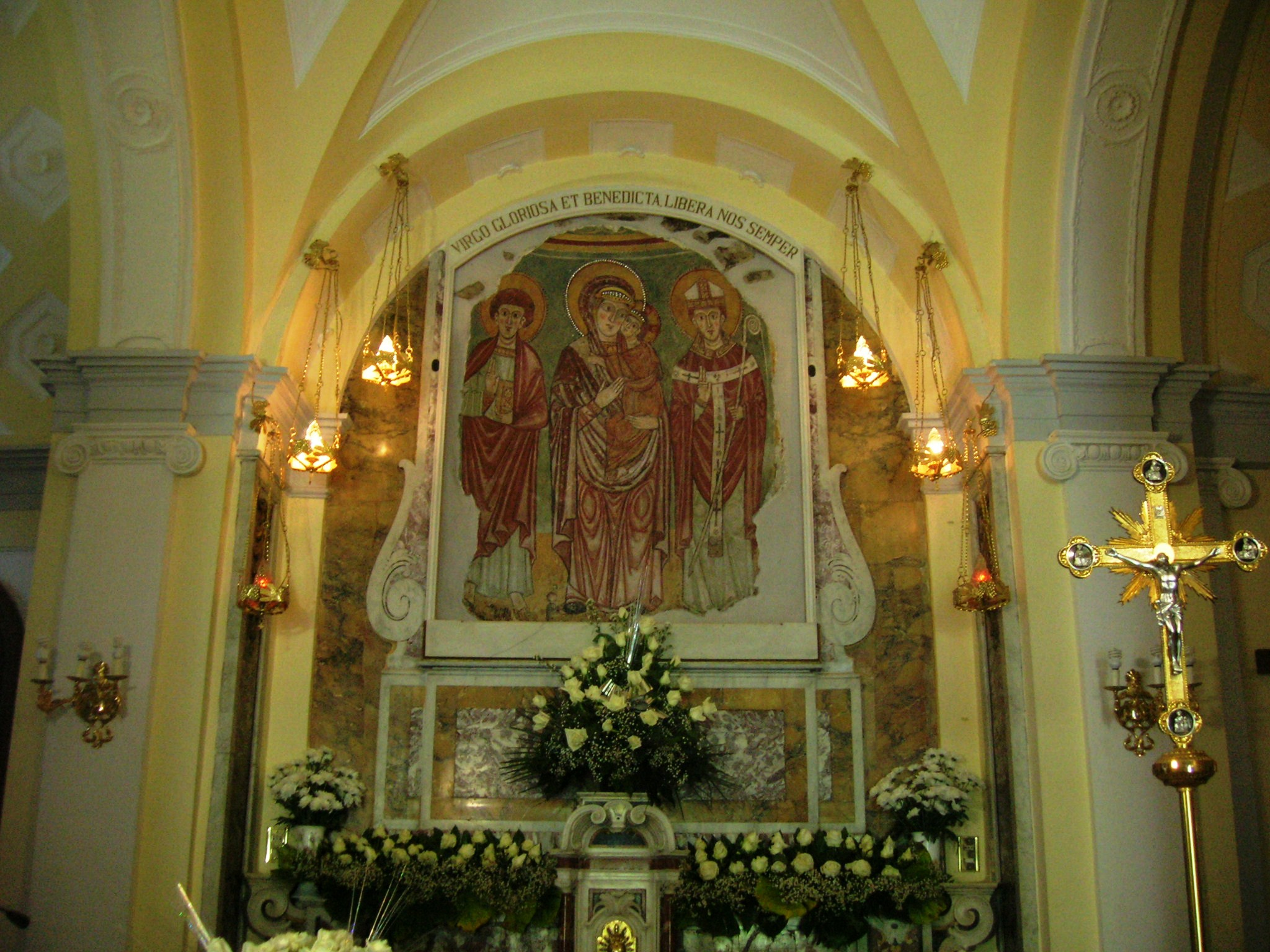
Affresco della Madonna della Libera

La prima chiesetta era costituita da tre ambienti separati da due arcate, oggi inglobati nell'attuale struttura. La chiesa ha l'architettura tipica di una basilica, si estende su una superficie di 187 m², con due ingressi, uno principale ed uno laterale: quest'ultimo ha un timpano triangolare sormontato da due aperture circolari protette da una grata in ferro; al di sopra dell'ingresso laterale è posta una finestra appartenente ad una piccola celletta sormontata a sua volta da una piccola nicchia recante due campane di modeste dimensioni.
L'interno è caratterizzato da tre strette navate, una centrale dove sono posti i banchi e due laterali: non sono presenti elementi decorativi di rilievo se non alcune piccole cappelle dove sono ospitate una scultura raffigurante San Francesco e San Raffaele Arcangelo ed un quadro che rappresenta l'apparizione dell'arcangelo Gabriele ai santi Catello e Antonino.
Sull'altare maggiore è posto il dipinto che dà il nome all'intero complesso: si tratta di un affresco risalente al IX-XII secolo, di fattura bizantina, decorato con alcuni elementi ellenistici, attribuito ad ignoto, raffigurante la Madonna della Tenerezza, meglio conosciuta come Madonna della Libera, con in braccio un bambino ed ai lati Giovanni Evangelista e san Cataldo o Valerio, vescovo di Sorrento: è stato definito come una gemma dell'arte bizantina. Alla base è disegnato un piccolo orante, forse l'autore o il committente del dipinto. L'intera opera è rappresentata quasi a grandezza naturale, circa 1 metro e 65 centimetri. Accanto alla chiesetta sorge una piccola sacrestia contenente gli ex voto.